# Internationale luchthaven Fort McMurray
Fort McMurray International Airport (IATA-code YMM, ICAO CYMM) is een vliegveld op ca 20 km ten zuidoosten van Fort McMurray in Alberta in het westen van Canada. De luchthaventerminal beslaat een oppervlakte van 15.000 vierkante meter. De totale lengte van de landingsbaan is 2.286 meter.
Vanaf Fort McMurray International Airport gaan regelmatig vluchten uit naar Calgary, Edmonton, Fort Chipewyan, Fort Smith, Lethbridge, Peace River, Saskatoon, Toronto, Vancouver, St. John's en Denver (USA).